# BRP Anastacio Cacayorin
Le BRP Anastacio Cacayorin (PC-387) est le seizième navire de classe Jose Andrada de la marine philippine. Il a été mis en service en 1996 et est actuellement en service actif dans la Force de combat littorale de la flotte philippine,. Il a d’abord été désigné comme Fast Patrol Craft, et a été numéroté « DF-387 », mais plus tard, il a été redésigné comme une canonnière de patrouille, et a été renuméroté comme « PG-387 ». Une autre reclassification a été effectuée en avril 2016, qui l’a rebaptisé comme le patrouilleur côtier « PC-387 ».

## Conception
En 1989, les Philippines ont passé une commande de 4 patrouilleurs rapides à Trinity-Equitable (anciennement Halter-Marine Equitable) pour 9,4 millions de dollars. Le premier des quatre navires, arrivé le 20 août 1990, a été nommé BRP Jose Andrada. Il a été nommé d’après Jose Andrada, qui était l’un des premiers officiers de la patrouille offshore du gouvernement du Commonwealth des Philippines. Les Philippines ont commandé un navire supplémentaire en avril 1990 et trois navires supplémentaires en août 1990. En mars 1993, onze autres navires ont été commandés. Au total, 22 navires ont été acquis par la marine philippine jusqu’en 1999.
Le navire a été construit selon les normes de la Garde côtière américaine avec une coque et une superstructure en aluminium. Il est propulsé par deux moteurs Diesel Detroit Diesel Corporation 16V-92TA d’une puissance combinée d’environ 2800 ch, entraînant deux hélices et donnant une vitesse maximale de 28 nœuds (52 km/h). L’autonomie maximale est de 1200 milles marins (2200 km) à 12 nœuds (22 km/h) ou de 600 milles marins (1100 km) à 24 nœuds (44 km/h).
Le navire était conçu à l’origine pour transporter un canon de 40 mm Mk.3, un mortier de 81 mm à l’arrière et quatre mitrailleuses de 12,7 mm (calibre .50),. Au lieu de cela, il est armé d’un chain gun M242 Bushmaster de 25 mm sur un affût Mk.38 Mod.0, de quatre mitrailleuses Browning M2HB de calibre 12,7 × 99 mm OTAN sur des affûts Mk.26, dont deux positionnées à l’avant et deux à l’arrière, et de deux mitrailleuses M60 de 7,62 × 51 mm OTAN (calibre .30), toutes deux montées au milieu du navire. Le navire peut transporter 4000 cartouches de 12,7 mm et 2000 cartouches de 7,62 mm. De grandes jumelles « Big Eyes » sont également transportées sur des supports trépied, l’un sur le gaillard d'avant et l’autre juste au-dessus du mât. Faisant partie du deuxième lot (PG-379 à PG-395), il est équipé d’un chain gun M242 Bushmaster Mk.38 Mod.0 de 25 mm que le premier lot de navires ne transporte pas,,.
Le patrouilleur est équipé d’un radar de recherche et de navigation de surface Raytheon AN/SPS-64(V)11, mais avec une antenne plus petite que celles utilisées sur les plus grands navires de la marine philippine,. Comme tous les autres navires de la marine philippine, il a été équipé du système de suivi des navires de la marine philippine (VTS) par le Naval Sea Systems Command.
Un bateau pneumatique semi-rigide de 4 mètres, propulsé par un moteur hors-bord de 40 ch, est rangé au milieu du navire.

## Historique
En mai 2018, le BRP Anastacio Cacayorin a participé au troisième exercice maritime conjoint entre la marine philippine et la Royal Australian Navy (RAN). Le premier de ces exercices avait eu lieu en octobre 2017, et un autre de mars à avril 2018. Ces exercices ont pour but d’améliorer les capacités de lutte contre la piraterie, les enlèvements et le terrorisme. Les exercices ont duré trois semaines et ont compris une série de patrouilles sur les lignes de communication maritimes, en particulier dans les eaux au large de ZAMPELAN (péninsule de Zamboanga et Lanao du Nord), Basilan, Sulu et Tawi-Tawi. Divers exercices à bord des navires philippins et australiens ont également été organisés pour améliorer la préparation des équipages. La RAN a envoyé pour cette activité de sécurité maritime les navires australiens de Sa Majesté HMAS Albany et HMAS Glenelg (ACPB 96), qui sont arrivés au port de Zamboanga. La marine philippine a déployé le BRP Cebu (PS-28), le BRP Anastacio Cacayorin, le BRP Dioscoro Papa (PC-381), le BRP Filipino Flojo (PC-386) et le BRP General Mariano Alvarez (PS-38),.
En juillet 2018, le BRP Anastacio Cacayorin a participé à la deuxième étape de la quatrième activité combinée de sécurité maritime avec la Royal Australian Navy dans les eaux autour de Tawi-Tawi, avec le patrouilleur BRP Felix Apolinario (PG-395) et le multi-purpose Attack Craft (MPAC) Mk 1 (BA-482). La RAN a envoyé les patrouilleurs HMAS Ararat et HMAS Wollongong pour cette activité qui a consisté en des réunions, des patrouilles maritimes et des exercices de navires,.
En février 2019, alors qu’il effectuait une patrouille de routine, le navire a repéré et secouru la vedette à moteur à coque en bois M/L Jomong, et son équipage de sept personnes, au large de Tawi-Tawi. Le Jomong voyageait de Sitangkai à Bongao avec 5000 pieds de planches de bois lorsque son moteur s’est soudainement arrêté en raison d’un défaut mécanique. La coque du navire a également été endommagée plus tard en raison de grosses vagues qui l’ont frappé alors qu’il était à la dérive. Le BRP Anastacio Cacayorin a remorqué le Jomong jusqu’à la jetée de Bongao et y a déposé son équipage.